# Terra Hazelton
Terra Hazelton is een Canadees jazzzangeres, actrice en omroepster.

## Biografie
Hazelton groeide op in Calgary en begon als tiener theater te studeren bij het Loose Moose Theatre. Ze verhuisde later naar Toronto om haar kansen in het theater na te jagen en ontdekte haar vaardigheden als muzikant, toen haar werd gevraagd een komisch lied te schrijven voor een improvisatietheatershow. Sindsdien heeft ze twee soloalbums uitgebracht als jazzzangeres en ook verscheen ze op het album It's Tight Like That uit 2006 van Jeff Healey. Ze treedt regelmatig op in jazzclubs in Toronto en trad op op verschillende jazzfestivals in heel Canada en was ook gastheer van Timeless, een programma op Toronto's jazzradiostation CJRT-FM, gewijd aan begin 20e-eeuwse jazzopnamen.
Als acteur maakte ze haar eerste filmoptreden in de film FUBAR 2 uit 2010. Ze won een Genie Award nominatie voor Genie Award voor «Best Performance by an Actress in a Supporting Role» bij de 31e Genie Awards. 

## Discografie
- 2004: Anybody's Baby (HealeyOphonic)
- 2009: Gimme Whatcha Got

## Filmografie
- 2008: Anybody's Baby
- 2010: Fubar II
- 2013: Paranormal Witness
- 2014: Orphan Black
- 2014: Whatever, Linda